# Sint-Adrianuskerk (Naaldwijk)
De Sint-Adrianuskerk is een rooms-katholieke kerk in de Westlandse plaats Naaldwijk, genoemd naar patroonheilige Sint-Adrianus. Het is de derde rooms-katholieke kerk die in deze plaats werd gebouwd in twee eeuwen tijd (1790, 1871 en 1931). Het is een beeldbepalend gebouw in het centrum van Naaldwijk.

## Voorgeschiedenis
De eerste kerk uit 1790 was een schuilkerk aan de Dijkweg. Op dezelfde plek werd een nieuwe kerk gebouwd, de Sint-Adrianuskerk, 1871, toen de oude te klein was geworden. Daar bevindt zich nog steeds de katholieke begraafplaats uit 1830, alleen wordt daar sinds 1982 niet meer begraven. De reden voor de bouw van de kerk van 1931 was dat de kerk uit 1871 bouwvallig en te klein geworden was. Het benodigde geld en land voor een nieuwe kerk werd verkregen toen de rijke boer Arie Hofstede zijn gehele bezit bij zijn dood naliet aan de parochie. 

## Gebouwomschrijving
Het huidige kerkgebouw is een ontwerp van Jos Margry en werd gebouwd in expressionistische stijl. Jacobus Petrus Dessing wordt soms genoemd als mede-architect, maar hij dacht alleen mee in de rol van intermediair tussen de architect en de parochie. De toren is met 73 meter een van de hogere torens in Nederland. Het gebouw is volledig met bakstenen gebouwd, doorlopend vanuit de muren, de kolommen en het plafond. De verwerking van de bakstenen geeft een bijzondere decoratieve uitstraling. Een grote overspanning werd bereikt door bogen en schalen op te nemen in de constructie. Hierdoor is een onbelemmerd zicht richting het altaar. Het dak van de kerk is bedekt met geglazuurde dakpannen. De kerk heeft een goede akoestiek; zangkoren treden er graag en regelmatig op.
De kerk is in 1971 gerestaureerd en opnieuw in 1985 en 2001. Bij de latere restauraties zijn eerder aangebrachte verstorende elementen ongedaan gemaakt.
De kerk, de bijbehorende pastorie en de muur met het heilige hartbeeld zijn in 2006 ingeschreven als rijksmonument. 

## Externe link

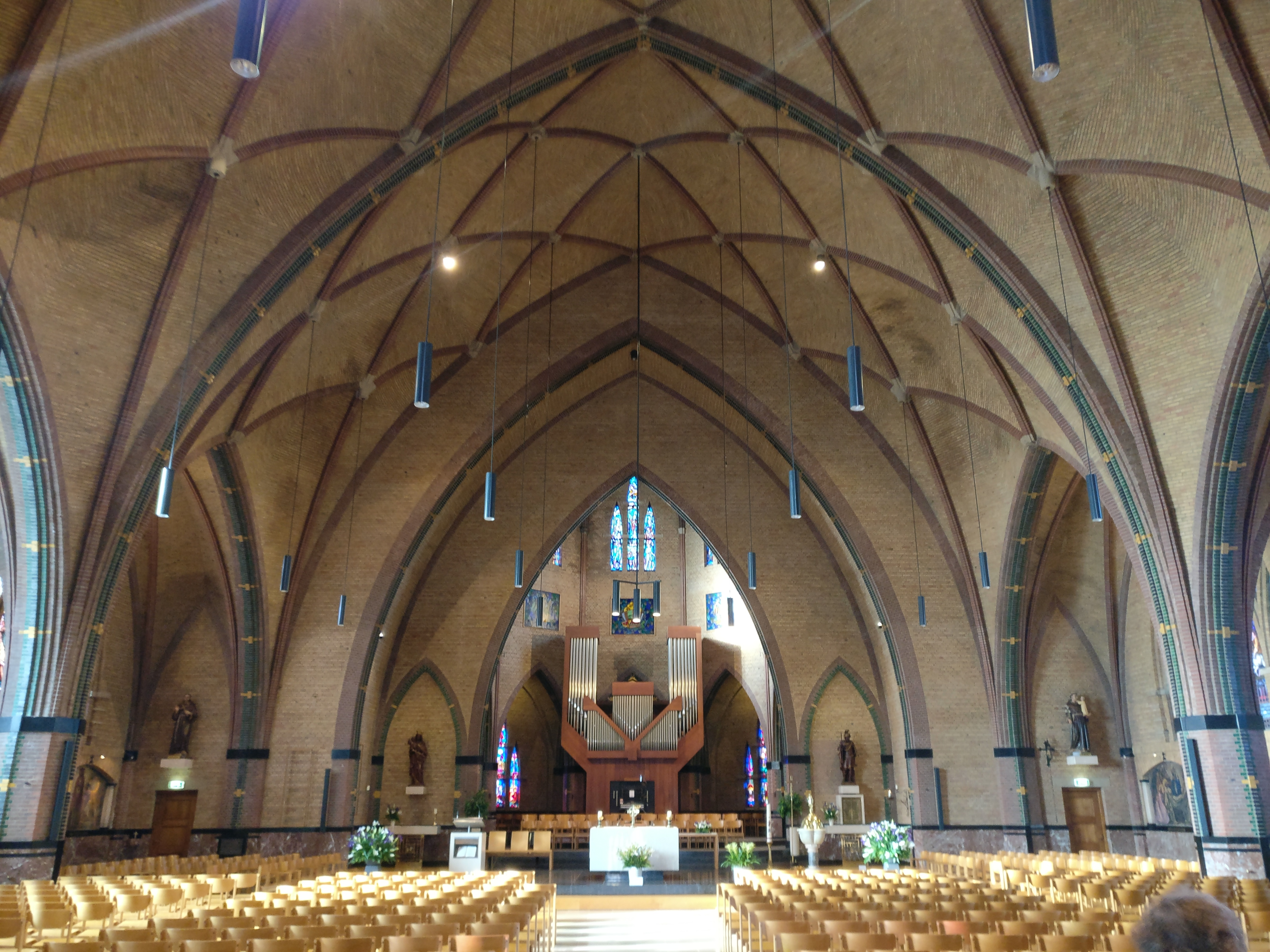
Interieur richting het altaar
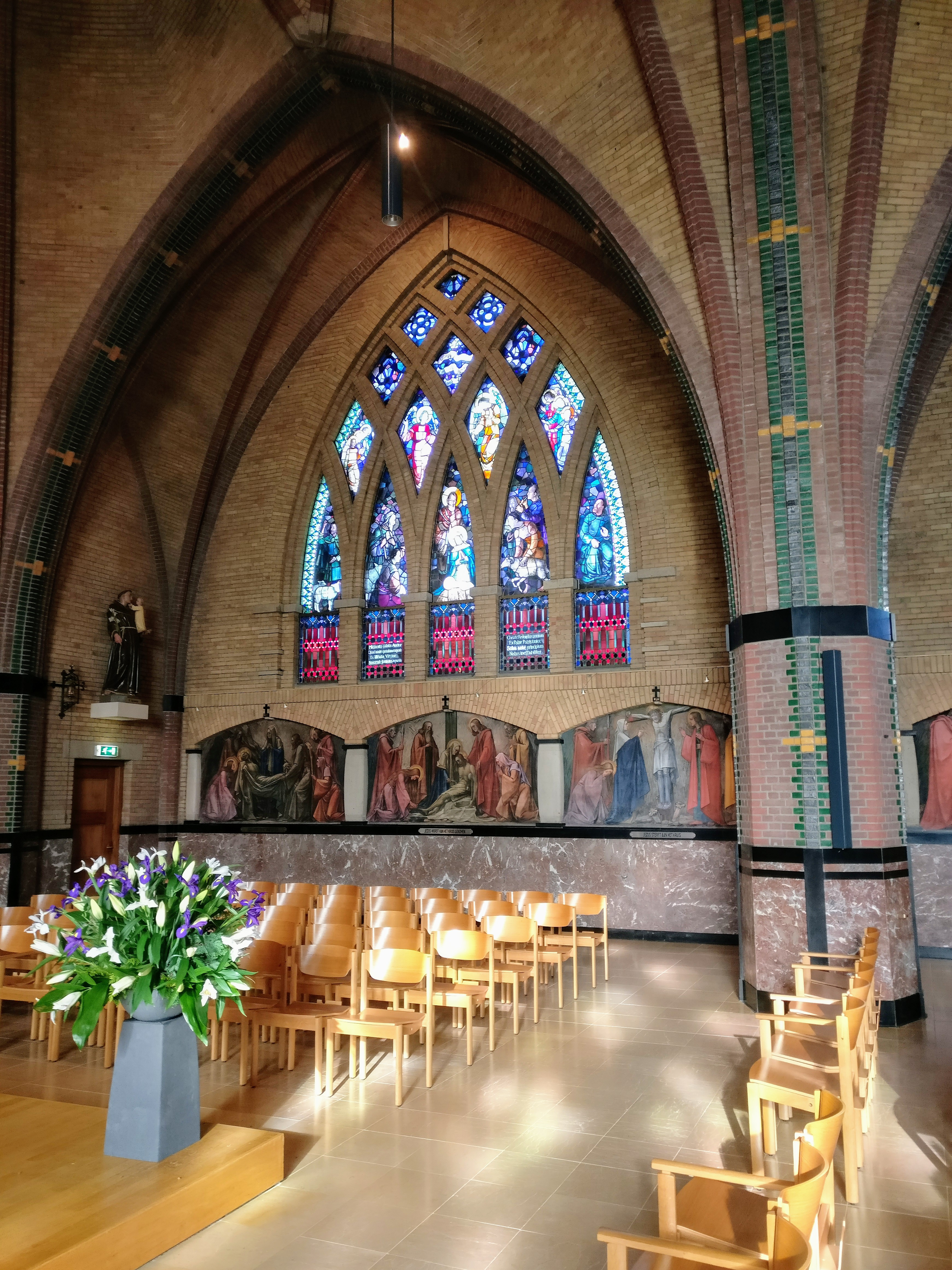
Zijkant met glas in loodraam
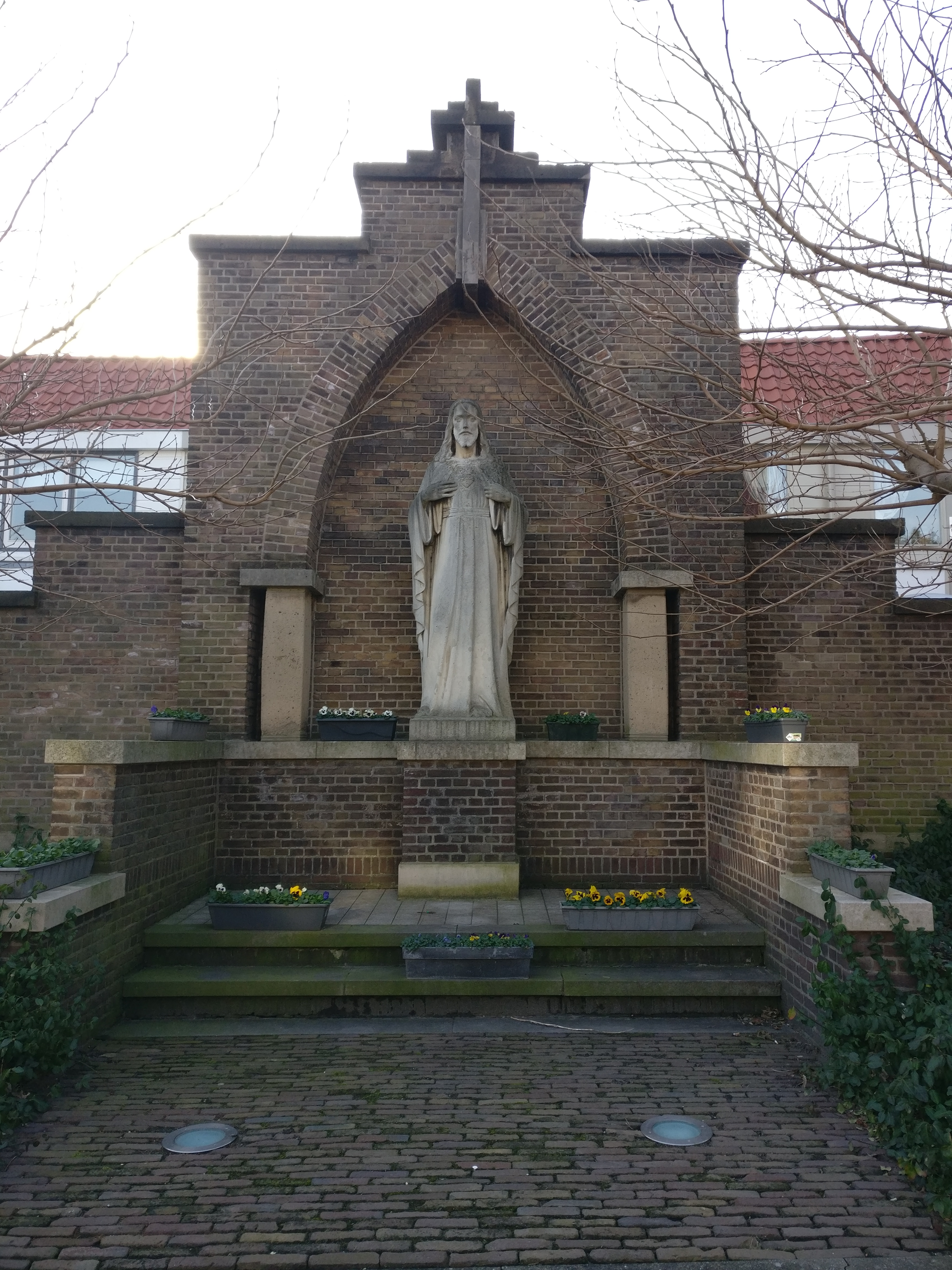
Muur met het heilige hartbeeld
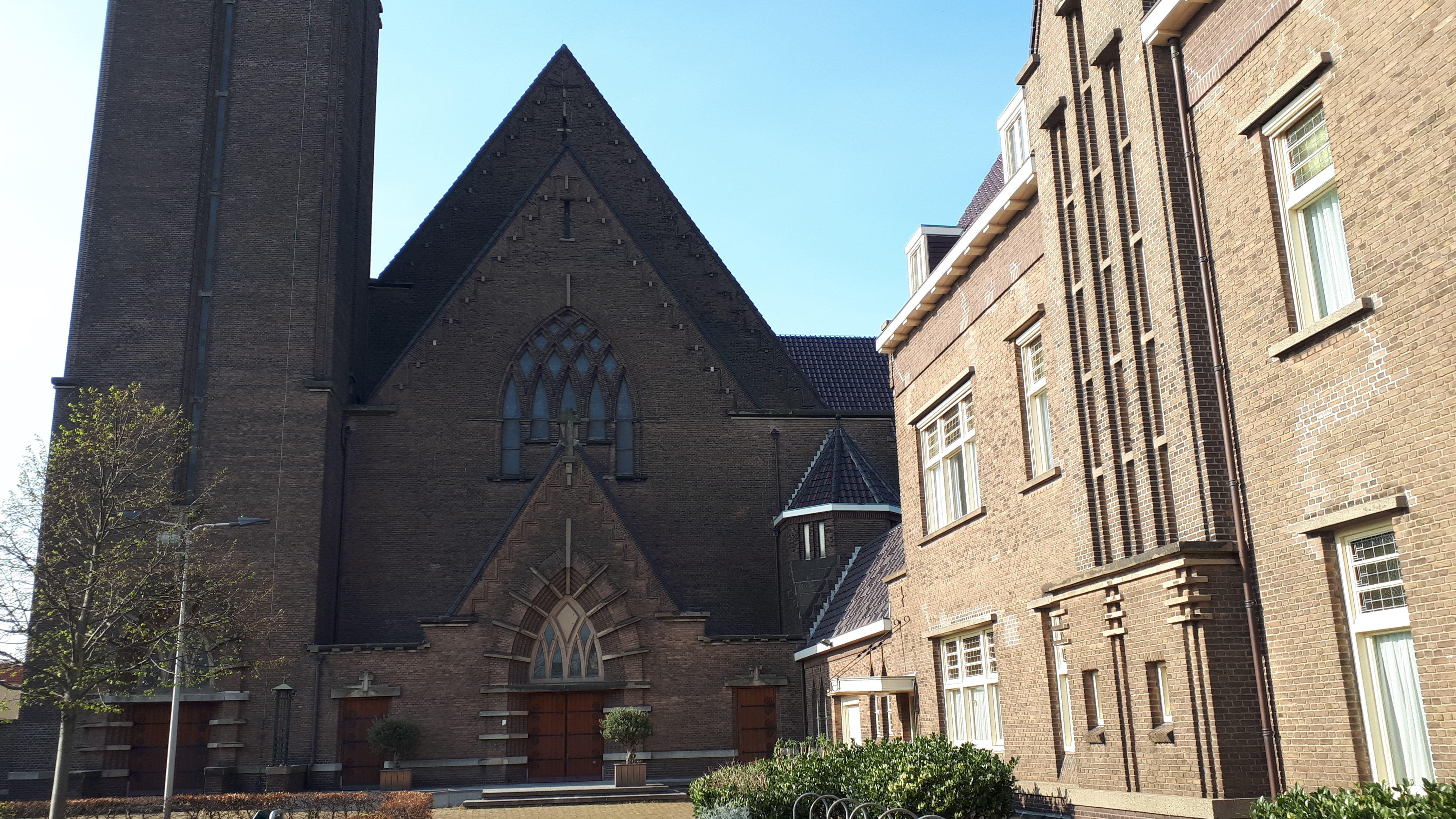
Voorzijde met de entree en rechts de pastorie